# Казале Фабрерија (Модена)
Казале Фабрерија је насеље у Италији у округу Модена, региону Емилија-Ромања.
Према процени из 2011. у насељу је живело 23 становника. Насеље се налази на надморској висини од 61 м.